# Xiphinema californicum
Espèce
Xiphinema californicum est une espèce de nématodes de la famille des Longidoridae d'origine américaine.
Ce nématode est le vecteur de plusieurs phytovirus, notamment le virus des taches en anneaux de la tomate (TomRSV, Tomato ringspot virus).

## Taxonomie
La position taxonomique de Xiphinema californicum est incertaine. Certains nématologues considèrent qu'il s'agit d'un synonyme de Xiphinema americanum sensu stricto, d'autres l'admettent comme nom d'espèce valide.

## Distribution
L'aire de répartition de Xiphinema californicum s'étend dans les Amériques et comprend l'ouest des États-Unis (États de Californie, Washington, Oregon et Hawaï), le Mexique, le Pérou, le Chili et au Brésil, l'État de São Paulo.